# Thruxton, Hampshire
Thruxton är en civil parish i Storbritannien.   Den ligger i grevskapet Hampshire och riksdelen England, i den södra delen av landet, 110 km väster om huvudstaden London. Orten har 650 invånare (2011). Byn nämndes i Domedagsboken (Domesday Book) år 1086, och kallades då Anne.